# Astolfo de Maria

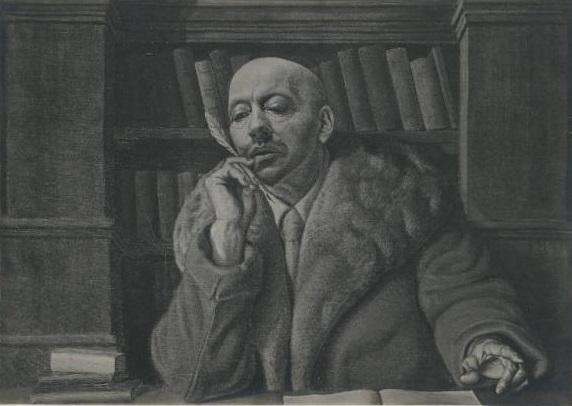
Astolfo de Maria: Gabriele D’Annunzio (1930)

Astolfo de Maria (geboren 16. August 1891 in Rom; gestorben 3. Januar 1946 in Venedig) war ein italienischer Maler.

## Leben
Astolfo de Maria war ein Sohn der Emilia Voight, die aus Bremen stammte, wohin die Familie häufig fuhr, und des Malers Mario de Maria, der aus einer Künstlerfamilie kam. 1892 übersiedelte die Familie nach Venedig. Er erlernte die Malerei beim Vater. Bei Kriegseintritt Italiens 1915 wurde er Soldat und diente im Umfeld des Dichters Gabriele D’Annunzio als Motorradfahrer und Kriegszeichner. Nach dem Krieg malte er mit Bartolo Sacchi und Guido Cadorin an den Fresken der im Weltkrieg zerstörten Kirchen in Col San Martino (Treviso) und Moriago della Battaglia.
Seine erste Ausstellung hatte er 1920 auf der Biennale di Venezia, auf der er auch in Folgejahren regelmäßig ausstellte. In den 1930er Jahren hatte er Ausstellungen in Berlin, München, Stuttgart, Kassel, Köln, Riga und Helsinki. Im Jahr 1942 bestückte er bei der Biennale einen Saal mit achtzehn Gemälden.
Im Jahr 1926 richtete er im Rahmen der Biennale eine postume Ausstellung für seinen 1924 gestorbenen Vater aus.
Astolfo de Maria war Freskomaler, Illustrator, Werbegrafiker und Kunstkritiker. Er nahm vielfältige Strömungen in der Kunst auf und war zeitweise ein Vertreter des italienischen magischen Realismus.

## Ausstellung
- Astolfo de Maria : 1891–1946. Ausstellungskatalog. Venedig, Palazzo Fortuny. 23. März bis 19. Mai 1996. Text Giuseppina Dal Canton. Electa, Mailand 1996, ISBN 88-435-5440-9.